# Nikola Šipčić
Nikola Šipčić (Priboj , 17 mei 1995) is een Montenegrijns voetballer, die voor CD Tenerife speelt als verdediger. Zijn natuurlijke positie is die van centrale verdediger. Hij heeft ook een Servisch paspoort.
Nikola startte zijn ontwikkeling bij de lokale ploeg van zijn geboorteplaats, FK FAP Friboj. FAP staat voor "Fabrika automobila Priboj", de grootste Servische leverancier van militair rollend materiaal.  Tot het einde 2013 werd hij opgenomen in de eerste ploeg, die uitkwam in de Drina Zone League, het toenmalige vierde niveau van het Servisch voetbal.
Begin 2014 stapte hij over naar OFK Beograd, een ploeg uit de Servische Superliga. Hij kreeg geen speelminuten bij de eerste ploeg, maar werd ingedeeld bij de U19. Toen hij op het einde van het seizoen te oud was om voor de U19 uit te komen, verliet hij de ploeg.
Tijdens de zomer mercado van 2014 tekende hij een contract bij OFK Žarkovo, een ploeg uit de Serbian League Belgrade, het derde niveau van het Servisch voetbal. Deze ploeg treed op als reserve team van FK Rad. Hij speelde er twee seizoenen bij een ploeg, die respectievelijk de tiende en de vierde plaats behaalde. Na deze periode groeide hij vanaf seizoen 2016-2017 door naar het eerste team van FK Rad, een ploeg uit de Servische Superliga. Hij tekende er een driejarig professioneel contract. Zijn debuut kende hij tijdens de bekerwedstrijd op 26 oktober 2016 tegen en op verplaatsing bij FK Mladost. De wedstrijd eindigde op een 1-1 gelijkspel, maar zijn ploeg werd uitgeschakeld na een penaltyreeks, die op 5-3 eindigde. Zijn intrede op het hoogste niveau van het Servisch nationaal voetbal deed hij op 3 december 2016 tijdens een wedstrijd tegen FK Radnički Niš. In totaal speelde hij er in drie seizoenen, waarin de ploeg respectievelijk een elfde, dertiende en dertiende plaats behaalde. Hij scoorde drie doelpunten tijdens tweeënzestig wedstrijden.
Vanaf het seizoen 2019-2020 zette hij een stap naar het buitenland. Hij speelde nog de openingswedstrijd van de competitie in Servië, maar tekende toen een driejarig contract bij het Spaanse CD Tenerife. Zo kwam hij terecht in de Segunda División A. Tijdens het eerste seizoen speelde hij vijfentwintig wedstrijden waarin hij drie keer scoorde in een ploeg die de twaalfde plaats in de eindrangschikking opeiste. Ook tijdens seizoen 2020-2021 was hij een basisspeler met vierendertig wedstrijd waarin hij scoreloos bleef. De ploeg behaalde de veertiende plaats. Het derde seizoen seizoen 2021-2022 werd het meest succesvolle, want met een vijfde plaats kon de ploeg zich voor de eindronde plaatsen. Daar kon echter de promotie niet afgedwongen worden. De speler speelde eenendertig wedstrijden. Zijn contract werd op het einde van het seizoen tot 30 juni 2027 verlengd. Tijdens het vierde seizoen seizoen 2022-2023 was hij weer basisspeler met dertig wedstrijden in een ploeg die de tiende plaats behaalde. Het daaropvolgende seizoen 2023-2024 verliep wat moeilijker, waardoor de speler tevreden moest zijn met zeventien optredens in een ploeg die twaalfde werd.
Tijdens het seizoen 2024-2025 werd hij voor één seizoen uitgeleend aan reeksgenoot FC Cartagena. Hij tekende er op 7 juli 2024.  Enkele dagen later tekende ook zijn landgenoot Andrija Vukčević voor de ploeg uit de havenstad.  Hij werd onmiddellijk opgenomen in het basiselftal en kende zo zijn debuut op 18 augustus 2024 tijdens de seizoensopener, de met 3-1 verloren uitwedstrijd tegen Burgos CF.